# Stawnica (Złotów)
Stawnica (deutsch Stewnitz) ist ein Dorf in der Gmina (Landgemeinde) Złotów im Powiat Złotowski (Flatower Kreis) der polnischen Woiwodschaft Großpolen.

## Geographische Lage
Das Dorf liegt im Netzedistrikt im ehemaligen Westpreußen, etwa 165 Kilometer östlich von Stettin, fünf Kilometer nordnordöstlich der Stadt Złotów (Flatow) und sechs Kilometer westsüdwestlich des Dorfs Zakrzewo (Buschdorf).

## Geschichte

Dorf und Gut Stewnitz nordnordöstlich der Stadt Flatow auf einer Landkarte von 1914

Ältere Ortsbezeichnungen sind Sthawnicza (1491) und Stawnica (1653); diesen Ortsnamen liegt das polnische Wort staw, für Teich, zugrunde. Die Ortschaft gehörte früher zum Güter-Komplex der Herrschaft Flatow.
Besitzerin der Flatower Güter war am Anfang des 17. Jahrhunderts die Familie Potulicki, die sich auf dem Vorwerk Flatow ein neues Schloss erbaute. 1619 besaß Johannes Potulicki die Herrschaft, 1642 wird Siegesmund Grudzinski und 1650 Andreas Carl Grudzinski als ihr Eigentümer genannt, 1688 Matthias Działiński und 1714 Joseph Działiński. Die Familie Działiński ließ die Flatower Güter 1772 von dem ehemaligen sächsischen Obristen Friedrich Wilhelm Freiherr von Mehling verwalten, der mit August II. nach Polen gekommen war, im Schloss zu Pottlitz bei Flatow wohnte und später als Generalpächter des Güter-Komplexes fungierte. Die Pachtgebühr für eine dreijährige Pacht hatte für ihn 45.000 Taler betragen. 1783 war Grundherr der Güter der Kriegs- und Domänenrat von Fahrenheid zu Königsberg i. Pr. 1798 kaufte der Ritterschaftsrat von Gebhardt die Herrschaft Flatow. Am 1. Juli 1820 gingen die Flatower Güter in den Privatbesitz des preußischen Königshauses über. König Friedrich Wilhelm III. schenkte die Flatower Güter seinem dritten Sohn, dem Prinzen Carl von Preußen, von dem sie Prinz Friedrich Karl von Preußen, und von diesem, Prinz Friedrich Leopold von Preußen erbte.
Pachtbesitzer von Stewnitz sowie des Nachbarguts Gresonse war 1774–1780 der Rittmeister a. D. Gebhard Leberecht von Blücher (1742–1819) gewesen, der in Gresonse mit seiner Frau einen Hausstand gegründet hatte. Blücher hatte in erster Ehe die Tochter des Generalpächters von Mehling geheiratet und von seinem Schwiegervater die beiden Güter Gresonse und Stewnitz in Unterpacht genommen.
Im Jahr 1896 war Prinz Friedrich Leopold von Preußen Eigentümer des Gutsbezirks Stewnitz, der ihn an die Domänenpächter Louis Horn und Dobberstein verpachtet hatte.
Am 1. April 1927 betrug die Flächengröße des Guts Stewnitz 492 Hektar, und 1925 wohnten im Gutsbezirk 107 Personen.
Um 1930 war das Gemeindegebiet von Stewnitz 14 Quadratkilometer groß. Innerhalb der Gemeindegrenze standen insgesamt 68 bewohnte Wohnhäuser an vier verschiedenen Wohnplätzen:
1. Domäne Stewnitz
2. Rittergut Stewnitz
3. Stewnitz
4. Stewnitzer Mühle

Im Jahr 1945 gehörte das Dorf Stewnitz zum Landkreis Flatow, bis 1939 zum Regierungsbezirk Marienwerder, danach zum Regierungsbezirk Grenzmark Posen-Westpreußen der preußischen Provinz Pommern des Deutschen Reichs. Stewnitz war Sitz des Amtsbezirks Stewnitz.
Gegen Ende des Zweiten Weltkriegs wurde die Region im Frühjahr 1945 von der Roten Armee besetzt. Das Dorf Stewnitz wurde anschließend seitens der sowjetischen Besatzungsmacht der Volksrepublik Polen zur Verwaltung überlassen. Die einheimische Bevölkerung wurde in der darauf folgenden Zeit mit wenigen Ausnahmen von der polnischen Administration aus Stewnitz vertrieben.
Seit 1945 ist die Ortschaft der Gmina Zakrzewo im Powiat Złotowski der Woiwodschaft Großpolen angegliedert (bis 1998 Woiwodschaft Piła).

### Demographie
| Jahr | Einwohner | Anmerkungen                                                                                          |
| ---- | --------- | --- |
| 1766 | 154       | [ 10 ]                                                                                               |
| 1818 | 160       | königliches Dorf                                                                                     |
| 1852 | 441       | Dorf                                                                                                 |
| 1864 | 451       | Dorf mit Gut (im Kommunalverbund miteinander), darunter 148 Evangelische und 303 Katholiken          |
| 1910 | 441       | am 1. Dezember, davon 95 Evangelische und 337 Katholiken; 323 Einwohner mit polnischer Muttersprache |
| 1925 | 583       | darunter 249 Evangelische, 326 Katholiken und acht Einwohner ohne Angaben zum Glaubensbekenntnis     |
| 1933 | 512       | [ 15 ]                                                                                               |
| 1939 | 449       | [ 15 ]                                                                                               |

## Kirche
Die Protestanten der hier bis 1945 anwesenden Dorfbevölkerung gehörten zur evangelischen Pfarrei Flatow.

## Persönlichkeiten, deren Name mit dem Ort verbunden ist
- Gebhard Leberecht von Blücher (1742–1819), hatte hier 1774–1780 als preußischer Rittmeister a. D., mit Wohnsitz im Nachbarort Gresonse, das Gut Stewnitz in Pachtbesitz[18]